# Ném búa

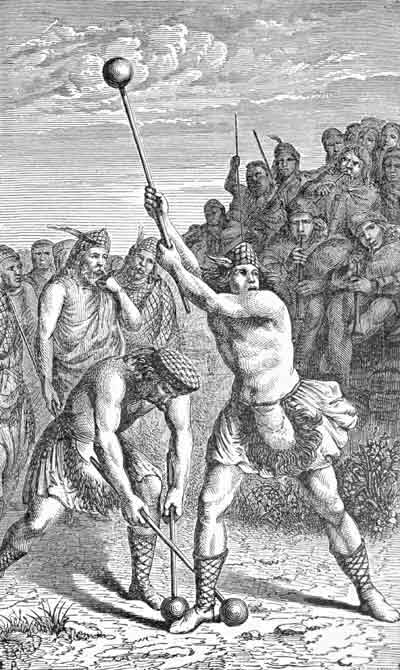
Hình minh họa ném búa của Scotland từ cuốn sách của Frank R.Stockton "Round-about Rambles in Lands of Fact and Fancy"

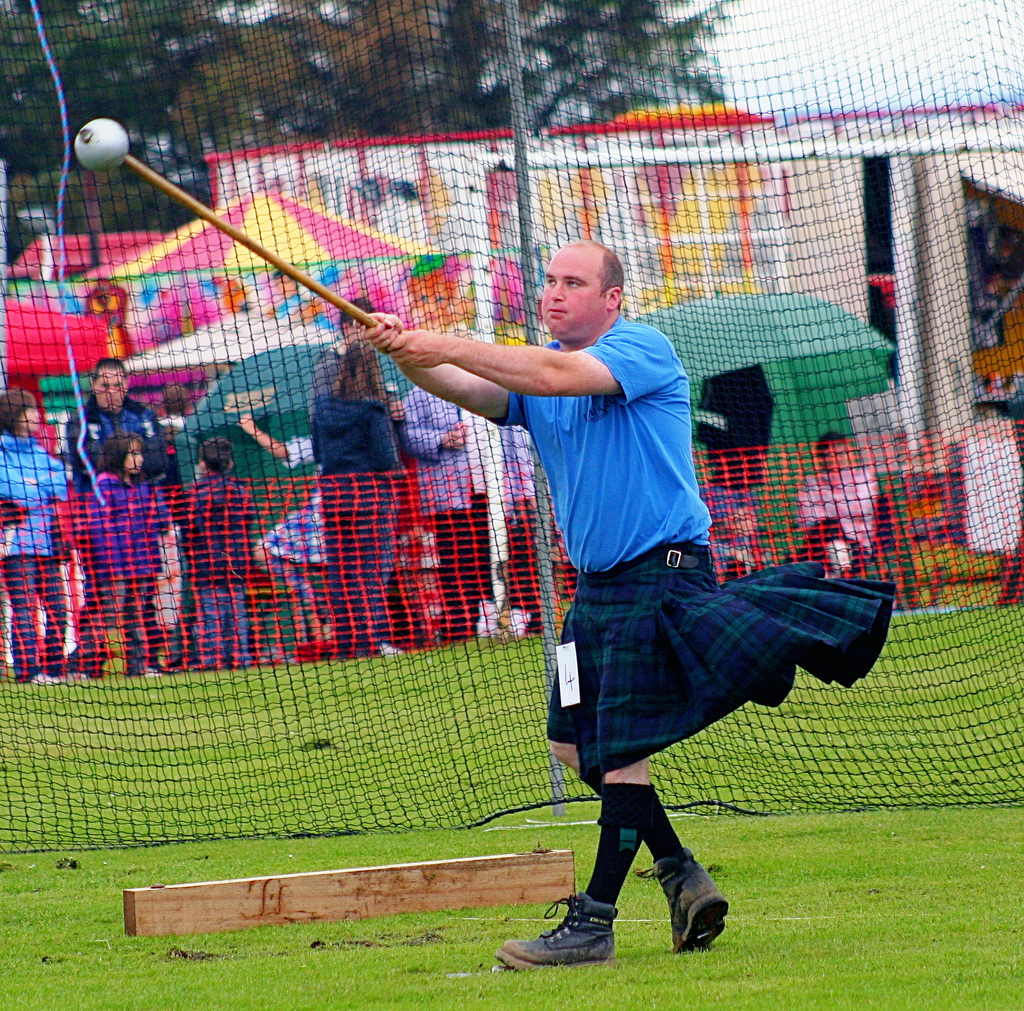
Phiên bản truyền thống trò chơi cao nguyên

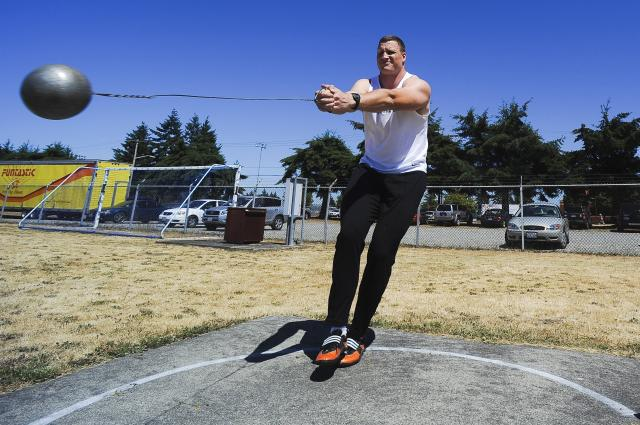
Phiên bản đương đại của trò ném búa

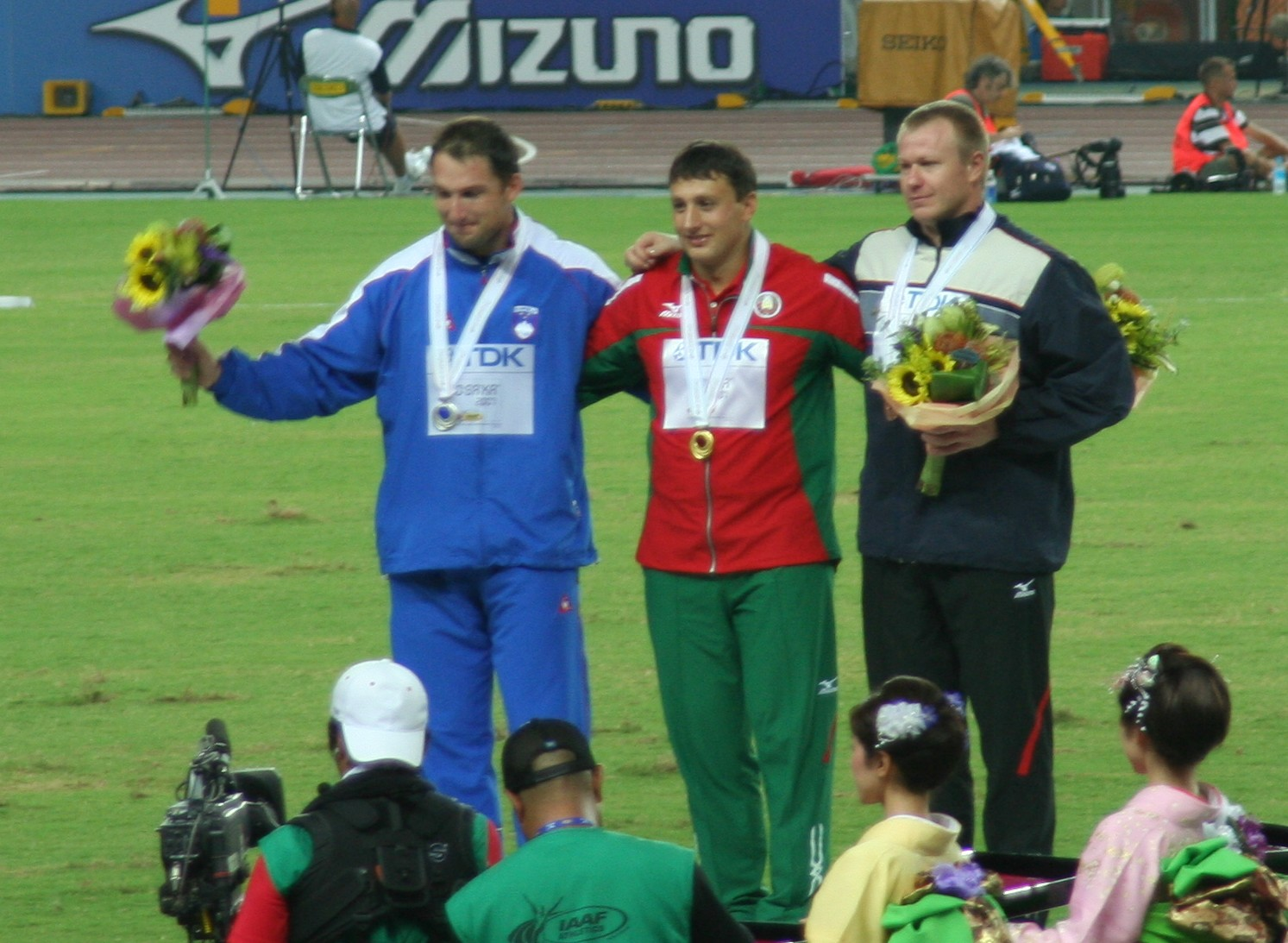
World Athletics Championships 2007 tại Osaka - Lễ trao giải ném búa với người chiến thắng Ivan Tsikhan (middle)

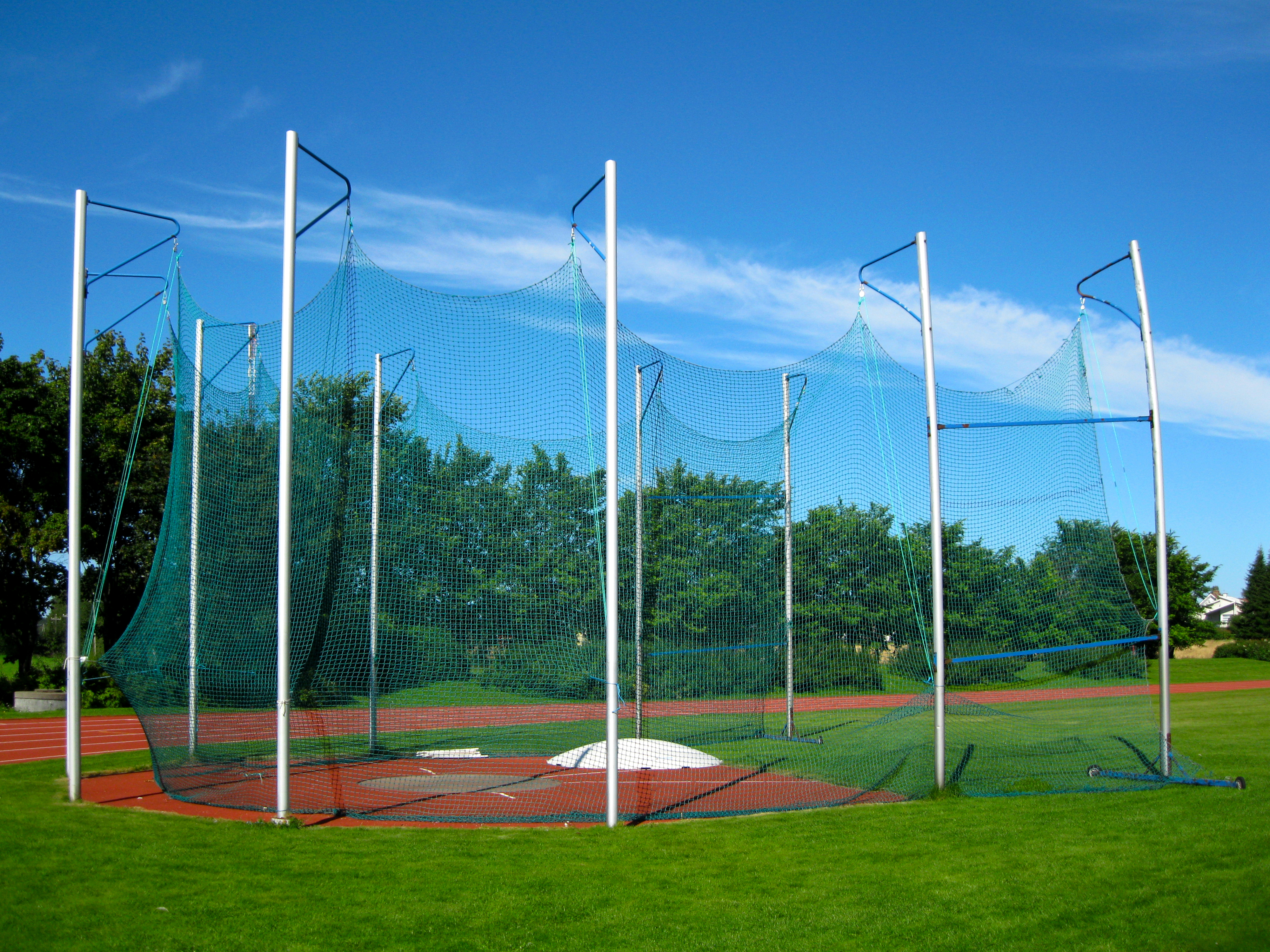
Safety net for hammer throw

Ném búa là một trong bốn nội dung ném trong các cuộc thi điền kinh tiêu chuẩn, cùng với ném đĩa, đẩy tạ và ném lao. Từ "búa" dùng trong nội dung này không giống bất kì dụng cụ nào được gọi bằng cái tên này. Nó bao gồm một quả cầu kim loại được gắn vào một dây thép được kẹp chặt. Kích thước quả cầu khác biệt giữa nội dung cho nam và cho nữ.

## Lịch sử
Có nguồn gốc từ thế kỉ 15, phiên bản đương thời của nội dung ném búa là một trong những nội dung xưa nhất tai Thế vận hội, được đưa vào từ Thế vận hội Mùa hè 1900 tại Paris, Pháp. Lịch sử của nó từ cuối thập niên 1960 được thống trị bởi các vận động viên châu Âu, nhất là Đông Âu, trong khi ảnh hưởng mạnh mẽ đến các nơi khác trên thế giới.
Trong khi nội dung ném búa nam được đưa vào Thế vận hội từ năm 1900, Liên đoàn Điền kinh Quốc tế chưa thông qua sự hiện diện của phụ nữ cho tới năm 1995. Nội dung ném búa nữ lần đầu tiên được đưa vào Olympics tại Thế vận hội Mùa hè 2000, sau khi được đưa vào Giải Vô địch thế giới năm trước.

## Thi đấu
Búa dành cho nam nặng 7.26 kg và dài 121.3 cm, búa dành cho nữ nặng 4 kg và dài 119.4 cm. Giống như các nội dung ném khác, các vận động viên thi xem ai ném búa xa nhất.
Mặc dù được coi rộng rãi là một môn đòi hỏi sức mạnh, kĩ thuật tiên tiến trong 30 năm trở lại đây đã làm tiến hóa nội dung ném búa đến chỗ mà tập trung vào tốc độ để đạt được thành tích lớn nhất.
Chuyển động ném bao gồm hai cú lắc từ một vị trí cố định, sau đó ba, bốn và hiếm khi năm vòng quay của cơ thể dùng một sự di chuyển bằng cả gót và chân phức tạp để chuyển động tròn. Quả cầu chuyển động theo một đường tròn, liên tục tăng vận tốc với mỗi vòng quay của điểm cao của quả cầu hướng về đích và điểm thấp ở chỗ trong cùng của vòng tròn. Người ném buông búa ở phía trước của đường tròn.

## Top 25 vận động viên ném búa mọi thời đại

### Nam
- Cập nhật 8/2015

| STT | Khoảng cách               | Vận động viên                | Địa điểm        | Ngày            | Ghi chú |
| --- | ------------------------- | ---------------------------- | --------------- | --------------- | ------- |
| 1   | 86.74 m (284 ft 63⁄4 in)  | Yuriy Sedykh (SUN)           | Stuttgart       | 30 tháng 8 1986 |         |
| 2   | 86.04 m (282 ft 31⁄4 in)  | Sergey Litvinov (SUN)        | Dresden         | 3 tháng 7 1986  |         |
| 3   | 84.90 m (278 ft 61⁄2 in)  | Vadim Devyatovskiy (BLR)     | Minsk           | 21 tháng 7 2005 |         |
| 4   | 84.86 m (278 ft 43⁄4 in)  | Koji Murofushi (JPN)         | Prague          | 29 tháng 6 2003 |         |
| 5   | 84.62 m (277 ft 71⁄4 in)  | Igor Astapkovich (BLR)       | Seville         | 6 tháng 6 1992  |         |
| 6   | 84.51 m (277 ft 3 in)     | Ivan Tsikhan (BLR)           | Grodno          | 9 tháng 7 2008  |         |
| 7   | 84.48 m (277 ft 13⁄4 in)  | Igor Nikulin (SUN)           | Lausanne        | 12 tháng 7 1990 |         |
| 8   | 84.40 m (276 ft 103⁄4 in) | Jüri Tamm (SUN)              | Banská Bystrica | 9 tháng 9 1984  |         |
| 9   | 84.19 m (276 ft 21⁄2 in)  | Adrián Annus (HUN)           | Szombathely     | 10 tháng 8 2003 |         |
| 10  | 83.93 m (275 ft 41⁄4 in)  | Paweł Fajdek (POL)           | Szczecin        | 9 tháng 8 2015  | [ 2 ]   |
| 11  | 83.68 m (274 ft 61⁄4 in)  | Tibor Gécsek (HUN)           | Zalaegerszeg    | 19 tháng 9 1998 |         |
| 12  | 83.46 m (273 ft 93⁄4 in)  | Andrey Abduvaliyev (SUN)     | Sochi           | 26 tháng 5 1990 |         |
| 13  | 83.43 m (273 ft 81⁄2 in)  | Aleksey Zagornyi (RUS)       | Adler           | 10 tháng 2 2002 |         |
| 14  | 83.40 m (273 ft 71⁄4 in)  | Ralf Haber (DDR)             | Athens          | 16 tháng 5 1988 |         |
| 15  | 83.38 m (273 ft 61⁄2 in)  | Szymon Ziółkowski (POL)      | Edmonton        | 5 tháng 8 2001  |         |
| 16  | 83.30 m (273 ft 31⁄2 in)  | Olli-Pekka Karjalainen (FIN) | Lahti           | 14 tháng 7 2004 |         |
| 17  | 83.04 m (272 ft 51⁄4 in)  | Heinz Weis (DEU)             | Frankfurt       | 29 tháng 6 1997 |         |
| 18  | 83.00 m (272 ft 31⁄2 in)  | Balázs Kiss (HUN)            | Saint-Denis     | 4 tháng 6 1998  |         |
| 19  | 82.78 m (271 ft 7 in)     | Karsten Kobs (DEU)           | Dortmund        | 26 tháng 6 1999 |         |
| 20  | 82.69 m (271 ft 31⁄2 in)  | Krisztián Pars (HUN)         | Zürich          | 16 tháng 8 2014 |         |
| 21  | 82.64 m (271 ft 1⁄2 in)   | Günther Rodehau (DDR)        | Dresden         | 3 tháng 8 1985  |         |
| 22  | 82.62 m (271 ft 03⁄4 in)  | Sergey Kirmasov (RUS)        | Zalaegerszeg    | 30 tháng 5 1998 |         |
| 22  | 82.62 m (271 ft 03⁄4 in)  | Andriy Skvaruk (UKR)         | Kiev            | 27 tháng 4 2002 |         |
| 24  | 82.58 m (270 ft 11 in)    | Primož Kozmus (SVN)          | Celje           | 2 tháng 9 2009  |         |
| 25  | 82.54 m (270 ft 91⁄2 in)  | Vasiliy Sidorenko (RUS)      | Krasnodar       | 13 tháng 5 1992 |         |

#### Non-legal marks
- Ivan Tsikhan of Belarus also threw 86.73 on ngày 3 tháng 7 năm 2005 in Brest, but this performance was annulled due to drugs disqualification.